# Rubus grimesii
Rubus grimesii är en rosväxtart som beskrevs av Liberty Hyde Bailey. Rubus grimesii ingår i släktet rubusar, och familjen rosväxter. Inga underarter finns listade i Catalogue of Life.